# Etanol (motorbränsle)
Etanol är en alkohol som kan användas som bränsle för förbränningsmotorer i t.ex. personbilar. I Sverige säljs blandningen E85, med cirka 85 % etanol och 15 % bensin på sommaren. På vintern ökas bensinandelen tillfälligt till 25% för att öka flyktigheten och underlätta start vid låga temperaturer. Utöver etanol och bensin innehåller E85 också denatureringsmedlen MTBE/ETBE och isobutanol. 
Bensininblandningen i E85 behövs eftersom de flesta ”etanolbilar” som har sålts i Sverige har anpassade bensinmotorer, men saknar förvärmda insprutare. Dessutom skulle etanol utan bensininblandning beläggas med alkoholskatt (516,59 kr/liter) eftersom denatureringen MTBE/ETBE och isobutanol ännu inte har godkänts av riksdagen som fullständig denaturering.
Ytterligare ett argument för inblandning av bensin är att ren etanol har betydligt större explosionsrisk vid till exempel tankning och olyckor, då gasatmosfären i bränsletanken vid normala temperaturer ligger inom brännbarhetsområdet, medan en mindre inblandning av den mer flyktiga bensinen gör gasatmosfären övermättad och mindre brandfarlig.

## Miljöpåverkan
Enligt allt fler rapporter är inte bränslen som etanol bra för miljön, till följd av vad som kallas ILUC (Indirect land-use change). ILUC syftar på oavsiktlig ökning av koldioxidutsläpp till följd av att regnskogar och andra landområden som binder koldioxid istället omvandlas till odlad mark för etanolproduktion. Enligt en litteraturstudie från år 2012 av 192 vetenskapliga artiklar om etanol ger en majoritet av forskningen stöd för att använda etanol som biodrivmedel. När det gäller relationen till livsmedel påstås dock övervikten liten och mer forskning behövs.
Etanolen i E85 utvinns ur exempelvis vete, sockerrör, energiskog eller annan biomassa som är förnybara resurser och bidrar inte till ökade mängder växthusgaser i atmosfären, förutsatt att de odlas på sätt och på ytor som inte tidigare lagrade in mer växthusgaser, t.ex. regnskog. Detta gäller i motsats till vanliga fordonsbränslen som bensin och dieselolja gjorda av petroleum. E85 innehåller dock 15% bensin, och är alltså inte helt klimatneutralt. Bara bränslet E100 (100 % etanol) är helt klimatneutralt.
Energiinnehållet i E85 är cirka 35 % lägre vilket gör att bränsleförbrukningen ökar med omkring 30 %, där mellanskillnaden beror på mindre värmeförluster och högre oktantal. Motorer med anpassningsbart laddtryck i turbon kan bättre använda det högre oktantalet i E85. Etanolmotorer får alltså normalt högre verkningsgrad än bensinmotorer. Bensinmotorer utan turbo skulle kunna bli effektivare med höjd kompression, men då försvinner möjligheten att köra på bensin.
Några fördelar E85 har jämfört med bensin och diesel är minskade partikelutsläpp, eftersom etanol inte sotar, minskade kväveoxidutsläpp till följd av den lägre förbränningstemperaturen och kraftigt minskade kolväteutsläpp eftersom de oförbrända resterna av en E85-driven bil till största delen består av etanol. Etanol löser sig lätt i vatten, då den är svagt polär och har så kort kolkedja. Detta medför att etanol som släpps ut i naturen löser sig snabbt i vatten och bryts ner av mikroorganismer utan negativa miljökonsekvenser.

### Status i Sverige
Etanolinnehållet i E85 är i Sverige i dag befriat från koldioxidskatt och energiskatt. Dock beläggs E100 med alkoholskatt även om den är denaturerad, vilket gör att den fortfarande inte säljs eftersom den blir för dyr. Bensininnehållet beskattas däremot som vanlig bensin, och moms tas ut på hela bränslet. Bilar som drivs med E85 har också skattefördelar som lägre förmånsbeskattning, kostnadsfri parkering i storstäder och hade tidigare befrielse från biltullar (endast för bilar registrerade före 2009). Det finns inga särskilda miljökrav eller avgasregler för bilar som drivs med E85 – de avgascertifieras som bensinbilar.

## Historia

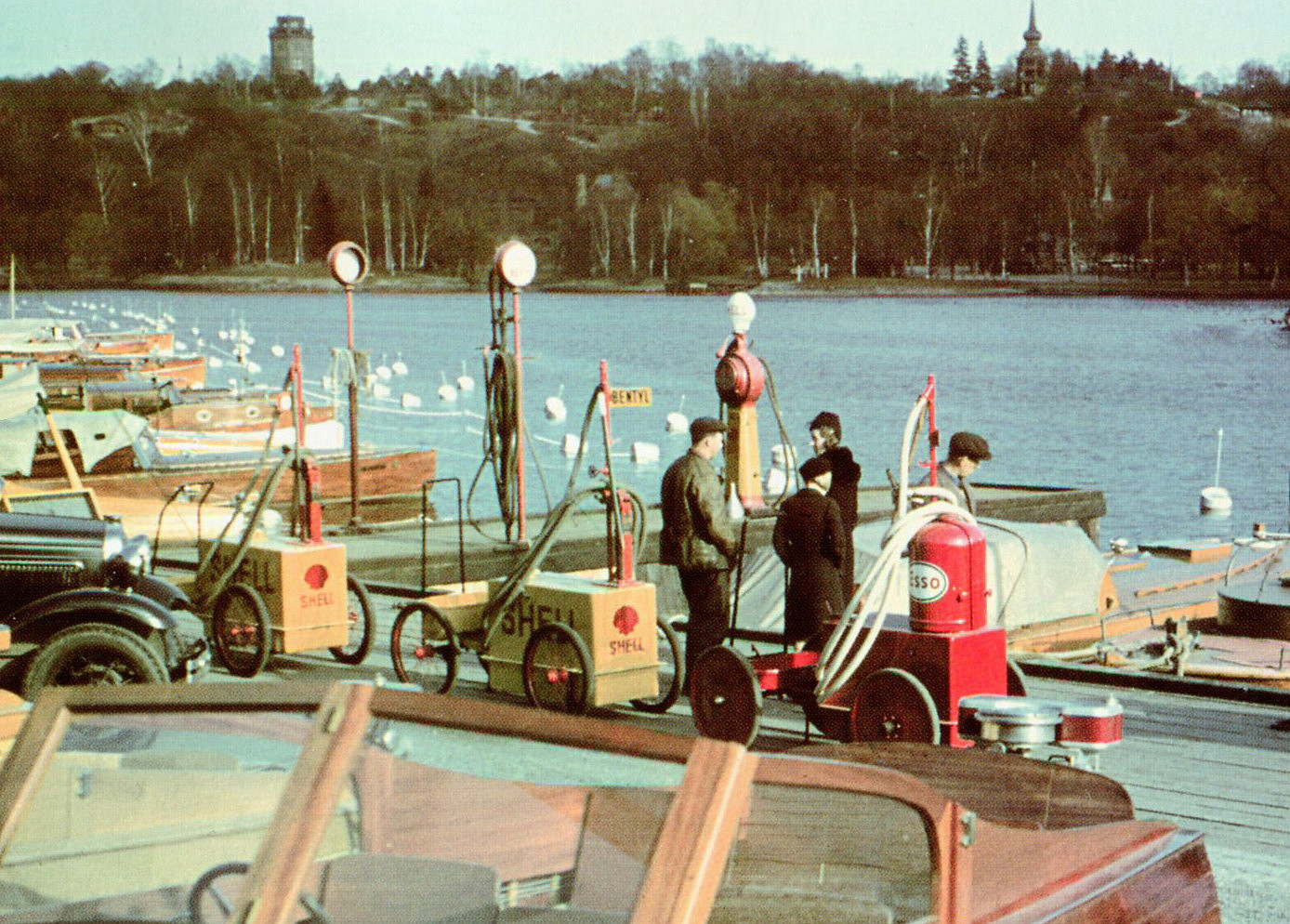
KMK:s bygga med Shell och Essos bensinpumpar, 1930-tal. Observerar de mobila pumparna, därav en med bentyl.

En blandning av 25 % bensin och 75 % alkohol, vad som idag skulle kallas "E75", såldes från år 1927 och framåt i Sverige under produktnamnet bentyl. Motivet bakom detta var inte omsorg om miljön, utan att minska beroendet av importerad petroleum; så kallad sulfitsprit fås som biprodukt från massaindustrin och fanns därför som inhemsk råvara.
Motoreffekten hos blandningen var dock mycket dålig, bränsleförbrukningen ökade med 35 %, motorerna måste förvärmas för att fungera och så vidare, vilket ledde till att blandningen inte fick någon större användning. Under andra världskriget fick dock lättbentyl (ibland förvirrande nog även känd som bentyl), som var en bensinvariant med 25 % etanolinblandning (det vill säga E25) och avsedd för användning i bensinmotorer utan vidare justeringar, en vidare användning. Under krigsåren tog man även fram andra etanolinblandade bränslen som bentol och motyl. Motyl var baserat på bensin från skifferolja. Etanolinblandningen upphörde i mitten av 1950-talet.
Fram till 1960-talet fick bentyl, även kallad motorsprit, skattelättnader - något som återkommit under 2000-talet men nu av miljöhänsyn. Etanolens oktanhöjande egenskaper framhölls också i marknadsföringen, i en tid då tetraetylbly annars tillsattes för att få upp oktantalet.
Fler tidiga exempel:
- 1826 – Amerikanen Samuel Morey uppfann en förbränningsmotor som drevs med etanol och terpentin.
- 1860 – Nicholas Otto använde etanol som drivmedel i några av sina bilmotorer.
- 1896 – Henry Ford konstruerade sin första bil, "quadricykeln", avsedd att köras på ren etanol.
- 1908 – Henry Fords T-modell var i praktiken inte bara världens första bil, utan dessutom världens första "flexifuel"-konstruktion. Den kunde köras både på etanol, bensin eller en blandning av de två. Henry Ford lät även plantera stora majsodlingar för att försörja sina fordon med etanol.

## Användning av E85
| Bioetanolproduktion (GWh)                              | Bioetanolproduktion (GWh) | Bioetanolproduktion (GWh) | Bioetanolproduktion (GWh) | Bioetanolproduktion (GWh) |
| Nr                                                     | Land                      | 2005                      | 2006                      |                           |
| ------------------------------------------------------ | ------------------------- | ------------------------- | ------------------------- | ------------------------- |
| 1                                                      | Tyskland                  | 978                       | 2554                      |                           |
| 2                                                      | Spanien                   | 1796                      | 2382                      |                           |
| 3                                                      | Frankrike                 | 853                       | 1482                      |                           |
| 4                                                      | Sverige                   | 907                       | 830                       |                           |
| 5                                                      | Italien                   | 47                        | 759                       |                           |
| 6                                                      | Polen                     | 379                       | 711                       |                           |
| 7                                                      | Ungern                    | 207                       | 201                       |                           |
| 8                                                      | Litauen                   | 47                        | 107                       |                           |
| 9                                                      | Nederländerna             | 47                        | 89                        |                           |
| 10                                                     | Tjeckien                  | 0                         | 89                        |                           |
| 11                                                     | Lettland                  | 71                        | 71                        |                           |
| 12                                                     | Finland                   | 77                        | 0                         |                           |
| 27                                                     | EU Total                  | 5411                      | 9274                      |                           |
| 100 l bioetanol = 79,62 kg, 1 ton bioetanol = 0,64 toe |                           |                           |                           |                           |

| Bioetanolbruk i EU (GWh)                | Bioetanolbruk i EU (GWh) | Bioetanolbruk i EU (GWh) | Bioetanolbruk i EU (GWh) | Bioetanolbruk i EU (GWh) |
| Nr                                      | Land                     | 2005                     | 2006                     | 2007                     |
| --------------------------------------- | ------------------------ | ------------------------ | ------------------------ | ------------------------ |
| 1                                       | Tyskland                 | 1 682                    | 3 544                    | 3 408                    |
| 2                                       | Frankrike                | 871                      | 1 719                    | 3 174                    |
| 3                                       | Sverige                  | 1 681                    | 1 894                    | 2 113                    |
| 4                                       | Spanien                  | 1 314                    | 1 332                    | 1 310                    |
| 5                                       | Polen                    | 329                      | 611                      | 991                      |
| 6                                       | Storbritannien           | 502                      | 563                      | 907                      |
| 7                                       | Bulgarien                | -                        | 0                        | 769                      |
| 8                                       | Österrike                | 0                        | 0                        | 254                      |
| 9                                       | Slovakien                | 0                        | 4                        | 154                      |
| 10                                      | Litauen                  | 10                       | 64                       | 135                      |
| 11                                      | Ungern                   | 28                       | 136                      | 107                      |
| 12                                      | Nederländerna            | 0                        | 179                      | 101                      |
| 13                                      | Danmark                  | -                        | 42                       | 70                       |
| 14                                      | Irland                   | 0                        | 13                       | 54                       |
| 15                                      | Lettland                 | 5                        | 12                       | 20                       |
| 16                                      | Luxemburg                | 0                        | 0                        | 10                       |
| 17                                      | Slovenien                | 0                        | 2                        | 9                        |
| 18                                      | Tjeckien                 | 0                        | 13                       | 2                        |
| 19                                      | Portugal                 | 0                        | 0                        | 0                        |
| 20                                      | Italien                  | 59                       | 0                        | 0                        |
| 21                                      | Belgien                  | 0                        | 0                        | 0                        |
| 22                                      | Grekland                 | 0                        | 0                        | 0                        |
| 23                                      | Finland                  | 0                        | 10                       | n.a.                     |
| 24                                      | Rumänien                 | -                        | 0                        | n.a.                     |
| 25                                      | Malta                    | 0                        | 0                        | n.a.                     |
| 26                                      | Estland                  | 0                        | 0                        | n.a.                     |
| 27                                      | Cypern                   | 0                        | 0                        | n.a.                     |
| 27                                      | EU                       | 6481                     | 10138                    | 13563                    |
| 1 toe = 11,63 MWh, n.a. = not available |                          |                          |                          |                          |

Bilar som kan drivas med E85 kallas ofta felaktigt etanolbilar. De har i princip vanliga bensinmotorer som är optimerade för bensin, men som går att köra på E85. Ingen av de etanolbilar som har sålts i Sverige hittills har varit optimerad för E85 eller E100. Detta leder till högre bränsleförbrukning när de körs på E85. Dessa bilar körs både på bensin och etanol. De var tidigare överrepresenterade när det gäller skador på insprutningssystemet.

### Etanol i bensindrivna motorer
Det är i regel möjligt att köra vilken bensinbil som helst (även äldre) på en blandning mellan bensin och etanol. De flesta moderna bilar kan hantera 5-10 % inblandning. Moderna motorer som lambdaregleras (katalysatormotor) kan klara olika nivåer av inblandning under vissa varvtals- och belastningsområden.
Vissa bilägare har modifierat sina bensinbilar för att köra på E85 genom att höja bränsletrycket (eftersom förbrukningen blir högre) och att modifiera signalen från lambasonden så att den kan reglera bränslemängden inom ett större område. Det finns även chiptrimning som syftar till att köra på E85 (och eventuellt höja effekten samtidigt). Sådana ombyggnader är dock inte tillåtna enligt lag eftersom bilen endast är godkänd för körning med bensin.
Bilar som är sålda som E85-/bensinbilar är godkända att köra med båda typerna av bränsle eller valfri blandning av dem. Tyvärr har många av dessa bilar sålts med motorer som varit av utgående modeller, alltså inte de nyaste och effektivaste motorerna - antagligen beroende på att den globala marknaden för etanolbilar är relativt liten och att det är lättare att anpassa en motor med väl kända egenskaper. Dessutom kan en specialversion för t.ex. den svenska marknaden vara en möjlighet att "rensa lagret" av gamla motorer - och generellt sett är köpare av miljöbilar mindre benägna att efterfråga de "vassaste" modellerna.
Å ena sidan erfordrar en motor som går på E85 mer bränsle, emedan detta bränsle innehåller cirka 35–40 procent mindre energi. Å andra sidan innehåller varje etanolmolekyl en syreatom och tillsammans med en högre förbränningstemperatur (men samtidigt lägre avgastemperatur) och större initial nedkylning av bränsle-luftblandningen ger etanolen i bränslet en effektivare förbränning än med ren bensin (bland annat mindre kylförluster).
Dessutom har E85 ett högre oktantal, cirka 104 – jämfört med bensin som har 95 eller 98 – vilket ger möjligheter för styrsystemet att bibehålla en bättre tändförställning även när motorn belastas hårdare eller körs under varma förhållanden. Beroende på hur väl motor och styrsystem kan använda fördelarna med etanol som bränsle måste bränsleblandningen anpassas efter detta för att motorn fortfarande skall kunna köras på lambda 1. Det högre oktantalet innebär att tändningen kan höjas utan att knackningsrisken ökar (spikning). Etanol har sämre kallstartsegenskaper, men detta kan enkelt avhjälpas med till exempel förvärmda spridare (eller förgasare), insug eller med motorvärmare. Motorns styrsystem kan ändras så att det ger en ökad bränslemängd vid kallstart.
På moderna bilar avsedda för etanoldrift är förvärmda spridare den vanligaste lösningen då det är snabbt och effektivt.

### E10
I stort sett all 95-oktanig bensin i Sverige innehöll fram till den 1 augusti 2021 fem procent etanol (95 E5) och det klarar de flesta motorer konstruerade för bensindrift utan problem. Inblandningen höjdes 2021 till 6-10 %, så kallad 95 E10 bensin. I de länder där 95 E10 införts och 95 E5 förbjudits, exempelvis i Finland och Tyskland, har det inte mottagits så väl av anledningar som att det inte är bra för motorn. Just det argumentet är omtvistat i de fall där motorn är godkänd av tillverkaren. Däremot blir bränsleförbrukningen marginellt högre p g a etanolens lägre energiinnehåll. Detta har inneburit att försäljningen av 98-oktanig bensin (i vilken etanolmängden är oförändrad - s.k. 98 E5) ökat. Innan etanolinblandning infördes var många bilägare tvungna att tillsätta K-sprit i tanken vintertid, särskilt i bilar med förgasare. Annars kunde man drabbas av isproppar när kondens bildades i bränslesystemet. Etanolen löser upp sig i vattnet och tar bort det problemet. Även en del andra tillsatser som finns i bensinen gör att man numera slipper komplettera med egna kemikalier som köps på flaska. Enda undantaget är att äldre veteranbilar som har mjuka ventilsäten behöver tillsats av blyersättningsmedel som skyddar dessa mot slitage. Många veteranbilsägare brukar dock passa på att konvertera motorerna för drift på ’’grön’’ bensin i samband med motorrenoveringar och då behövs inte detta längre.

## ED95

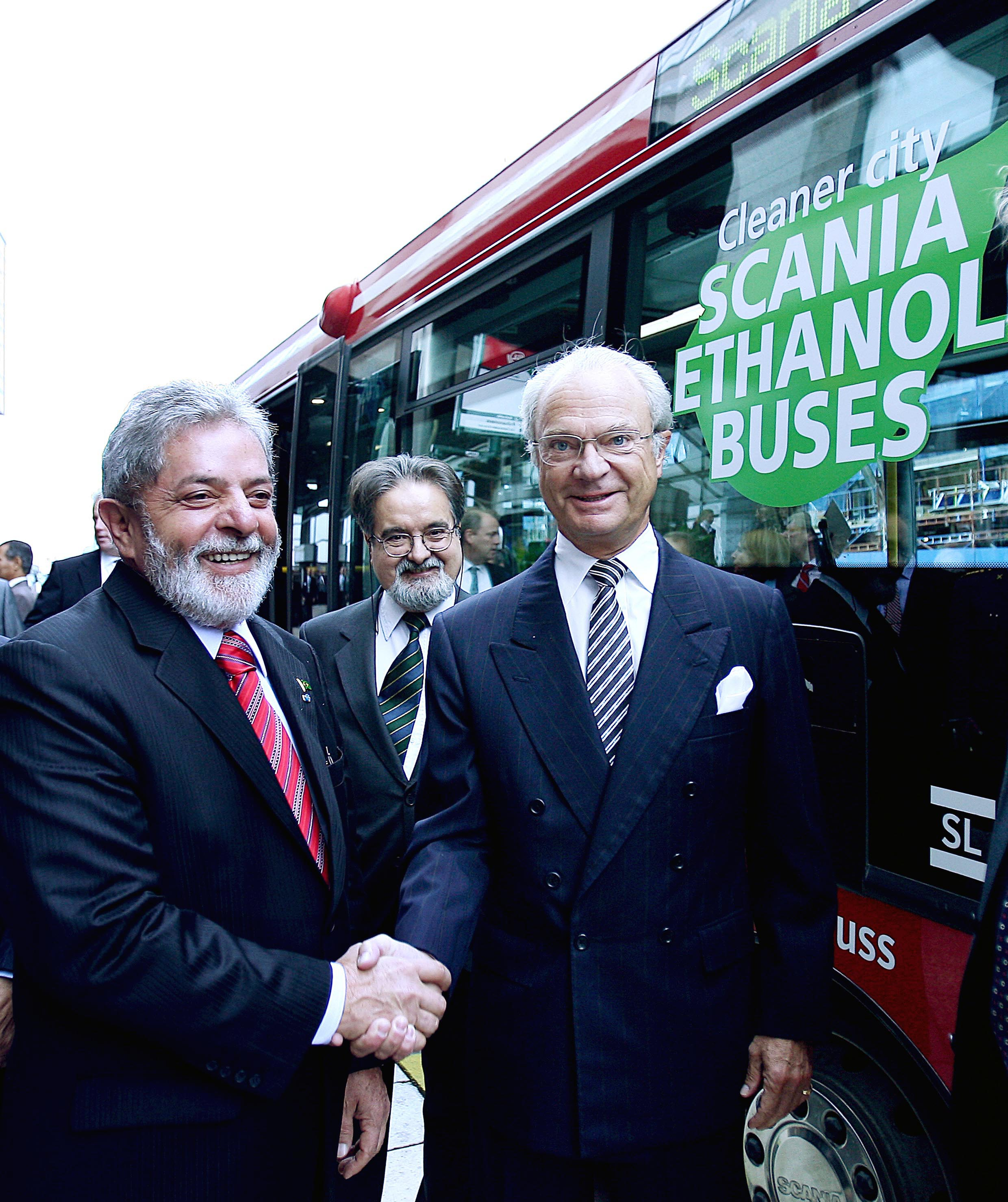
En Scania OmniLink med kung Carl XVI Gustaf och president Lula da Silva av Brasilien, som är en stor etanolproducent.

ED95, även kallat Etamax D, är ett förnyelsebart drivmedel, producerat och importerat framförallt av det svenska företaget SEKAB. Det används till förbränningsmotorer i tunga fordon såsom lastbilar och bussar.
Det består till över 90 % av 95-procentig etanol och till större delen av den resterade delen av tändförbättrare, alltså en tillsats som lättare gör att etanolen kan förbrännas i de konverterade dieselmotorer bränslet är till för, samt en liten del smörjmedel och andra tillsatser. Bränslet är inte kompatibelt med E85, det vill säga, man kan inte använda ED95 i en Flexifuelbil.
ED95 minskar de fossila koldioxidutsläppen och andelen sotpartiklar och andra partiklar samt påverkas inte på samma sätt av globala oljepriser och -kriser jämfört med vanlig dieselolja. Det släpper dock istället ut mer av andra skadliga ämnen, som till exempel olika kväveoxider. Etanolfordon har på grund av bränslets lägre energiinnehåll en högre bränsleförbrukning än motsvarande dieselfordon. Lukten från ett etanolfordon kan även uppfattas som oangenäm, speciellt från äldre sådana. ED95-motorer fanns från hösten 2015 tillgängliga i miljöklasser upp till Euro 6.
I Sverige har det satsats mest på etanoldrivna bussar i Storstockholm, framförallt inom Stockholms innerstad och framförallt under 1990-talet och tidiga 2000-talet. Som mest fanns det många hundratal bussar i Storstockholm med etanoldrift, varav en stor andel i innerstaden.
År 2015 var det främst den svenska lastbils- och busstillverkaren Scania som dittills valt att satsa på drivmedlet i nytillverkade fordon i Sverige och Europa där de haft ett stort utbud av framförallt stadsbussar från mitten av 1980-talet och framåt. Mercedes-Benz och Volvo gjorde dock mindre provserier av etanolbussar avsedda för SL under 1990-talet; De första etanolbussarna i innerstaden som inte var av märket Scania utgjordes av tre låggolvsledbussar av typ Mercedes-Benz O405GN, vilka levererades 1994. Dessa kallades inom SL Buss AB för H91E och fick inventarienummer 4037–4039. Under 1996 levererades två stycken Volvo B10L med etanoldrift och under 1997 levererades tre stycken etanoldrivna Volvo B10BLE. Dessa bussar kallades inom SL Buss för H50E och H51E där 'E' står för etanol. Dessa fick inventarienumrena 4031–4032 samt 4033–4035. Samtliga av dessa bussar byggdes senare om till att gå på dieselolja och flyttades därefter ut från innerstaden till förorterna.
Från 2004 har man dock istället börjat satsa på biogas i innerstaden och några år därefter även biodiesel/RME/HVO samt biodieselhybrider. Under slutet av 2014 fanns de flesta etanolbussarna i länet utanför tullarna men de minskade därefter snabbt i antal. Många etanolbussar konverterades till och med om för att kunna köras på biodiesel.
Etanolbussar har även funnits i många andra städer i landet. Idag, 2025, är det dock endast Storstockholm som fortfarande har kvar etanolbussar i reguljär trafik. Dessa kommer dock att försvinna under året på grund av hög ålder.

### Specifikation[22]
| Etanol (95 %)                  | 90,2 %  |
| Tändförbättrare (Beraid 3540)  | 7,0 %   |
| MTBE                           | 2,3 %   |
| Iso-butanol                    | 0,5 %   |
| Korrosionsinhibitor (Morfolin) | 125 ppm |